# 魯卡斯·萊卡維丘斯
魯卡斯·萊卡維丘斯（1994年3月30日—），立陶宛籃球運動員，在場上的位置是控球後衛，現在效力於立陶宛籃球聯賽球隊扎尔吉里斯。他也代表立陶宛國家籃球隊參賽。